# C909
C909 (полное название Comac C909), до 2024 года назывался ARJ21 (Advanced Regional Jet Xiangfeng, кит. упр. 翔凤, пиньинь xiángfèng, палл. сянфэн — «парящий феникс») — семейство китайских ближне- и среднемагистральных самолётов, разработанная компанией Commercial Aircraft Corporation of China Ltd (входит в государственную корпорацию AVIC I). 
Пассажирские модели самолёта рассчитаны на перевозку от 78 до 90 пассажиров в зависимости от модификации. Способны без дозаправки совершать перелёты на расстояние от 2,2 до 3,7 тыс. километров и приземляться в сложных климатических условиях на высокогорных аэродромах. Имеется также транспортный вариант и бизнес-джет.
В коммерческой эксплуатации Comac C909 находится с 28 июня 2016 года. Первым оператором стала авиакомпания Chengdu Airlines.
Ранее самолёт носил название Advanced Regional Jet (ARJ21), в ноябре 2024 года лайнер официально был переименован в Comac C909 чтобы соответствовать линейке других самолётов COMAC, таких как C919, C929 и C939.

## История
Планы по разработке будущего самолёта были включены в 10-ю пятилетку Китая. В 2002 году государственным авиастроительным консорциумом ACAC были начаты работы в этом направлении. К 2005 году планировалось совершить первый полёт на ARJ21 (первоначальное название C909). Однако работы несколько затянулись и финальная стадия опытного производства началась только в июне 2006 года.
В 2007 году стало известно завершении процесса создания самолёта Comac C909, который тогда назывался Advanced Regional Jet (ARJ21). В разработке крыла также принимали участие авиаконструкторы КБ Антонова. Украинские специалисты разработали аэродинамику суперкритического крыла, геометрический расчёт и интегральный анализ нагрузок конструкции. Они также провели испытания в аэродинамической трубе модели крыла, агрегатов и самолёта целиком. Компоновка самолёта близка к MD-80, который ранее производился в Китае по лицензии. Непосредственное конструирование производили китайские компании, что даёт основание производителю заявлять, что это первый пассажирский самолёт этого класса разработанный в Китае. При производстве самолёта используются материалы, комплектующие и системы зарубежных производителей (в том числе двигатели General Electric CF34-10A). Двигатели имеют заднее расположение.
28 ноября 2008 года состоялся первый полёт прототипа ARJ21.
В ноябре 2010 года во время статических испытаний произошло разрушение крыла ARJ21 до достижения расчётной нагрузки. Это привело к изменению программы испытаний и переносу ожидаемого срока поставок на конец 2011 года. Однако, ни в 2011, ни в 2012 годах испытания так и не были завершены, что несколько отсрочило получение сертификата. Основными причинами задержки программы назывались трещины в крыле, проблемы с электропроводкой, авионикой и шасси.

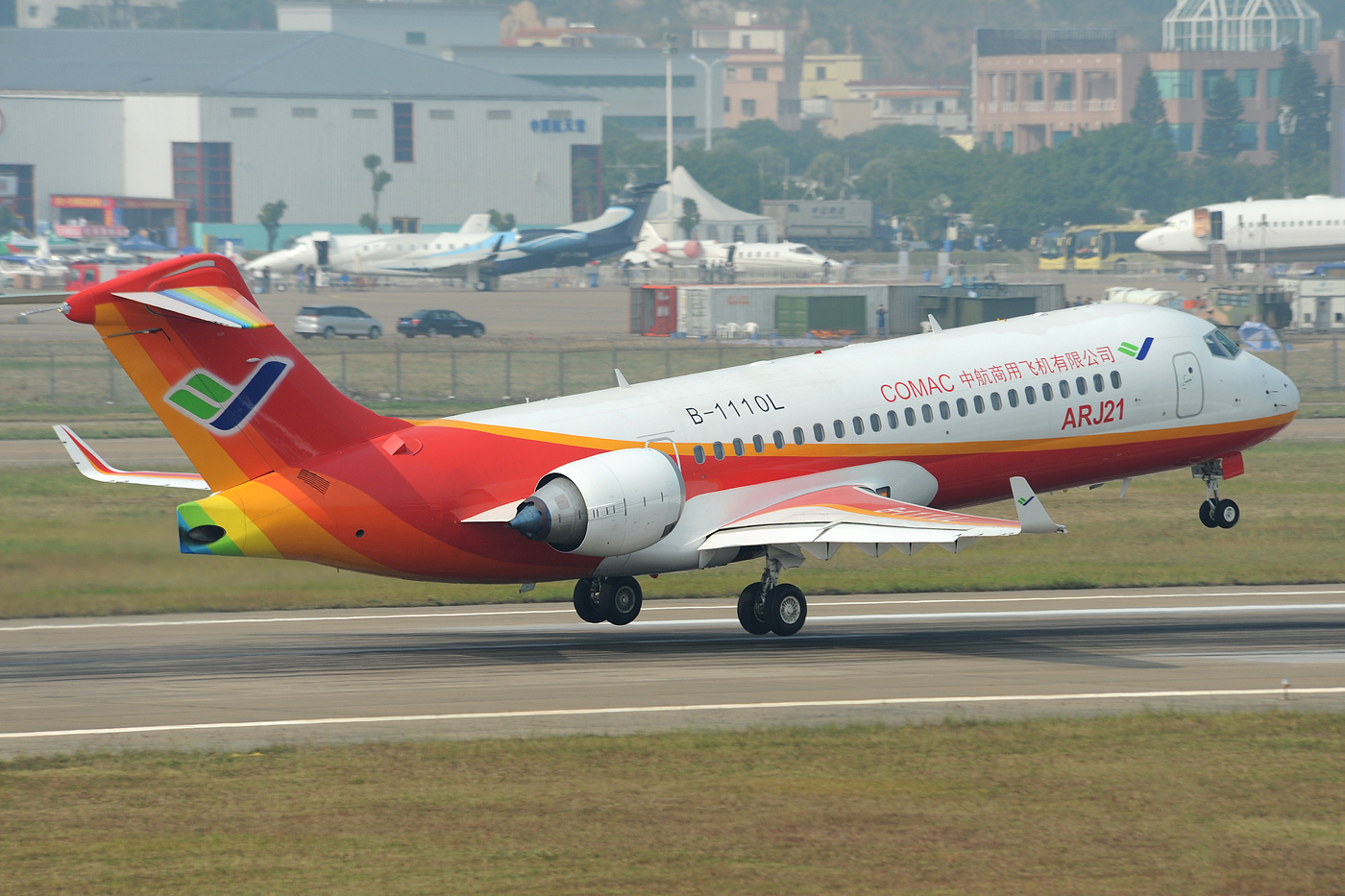
COMAC C909 на взлёте (тогда еще под названием ARJ21)

18 июня 2014 года состоялся первый полёт ARJ21. Китайский сертификат был выдан 30 декабря 2014 года.
Первый серийный ARJ21-700 был передан в авиакомпанию Chengdu Airlines 29 ноября 2015 года. В ходе опытной эксплуатации, продолжавшийся с 28 июня 2016 года до ноября 2016 года, два 90-местных ARJ21-700 совершили в общей сложности 108 перелетов между городами Ханчжоу и Шанхай. После перерыва, в 2017 году Chengdu Airlines продолжила коммерческую эксплуатацию. 28 июня 2018 года было объявлено о стотысячном пассажире перевезенным самолетами ARJ21-700.
Также COMAC занималась разработкой уденённой версии самолёта, под название ARJ21-900, вмещающий 115 пассажиров. Однако в 2018 году предприятие больше работало над модернизацией базовой версии ARJ21-700.
В октябре 2019 году был совершён первый международный перелёт.
До 2020 года окончательная сборка самолетов проводилась на Шанхайском авиационном заводе. В 2020 году Comac запустил вторую сборочную линию в центре финальной сборки на территории Международного аэропорта Пудун на которой планируется собирать до 30 самолетов в год что вдвое превышает возможности старой сборочной линии. Первый ARJ21 собранный в Пудуне совершил свой первый полет 6 марта 2020 года.
В 2022 году самолет C909 был поставлен своему первому зарубежному клиенту — индонезийской авиакомпании TransNusa.
1 января 2023 года была сертифицирована грузовая версия самолёта ARJ21F (ныне C909 CCF). А летом 2024 года китайская авиакомпания YTO Cargo Airlines стала использовать их для регулярных грузовых рейсов в Ташкент.
В ноябре 2024 года в ходе авиашоу в Китае стало известно, что лайнер официально был переименован в Comac C909 для соответствия линейке других самолётов COMAC, таких как C919 и C929.

## Модификации

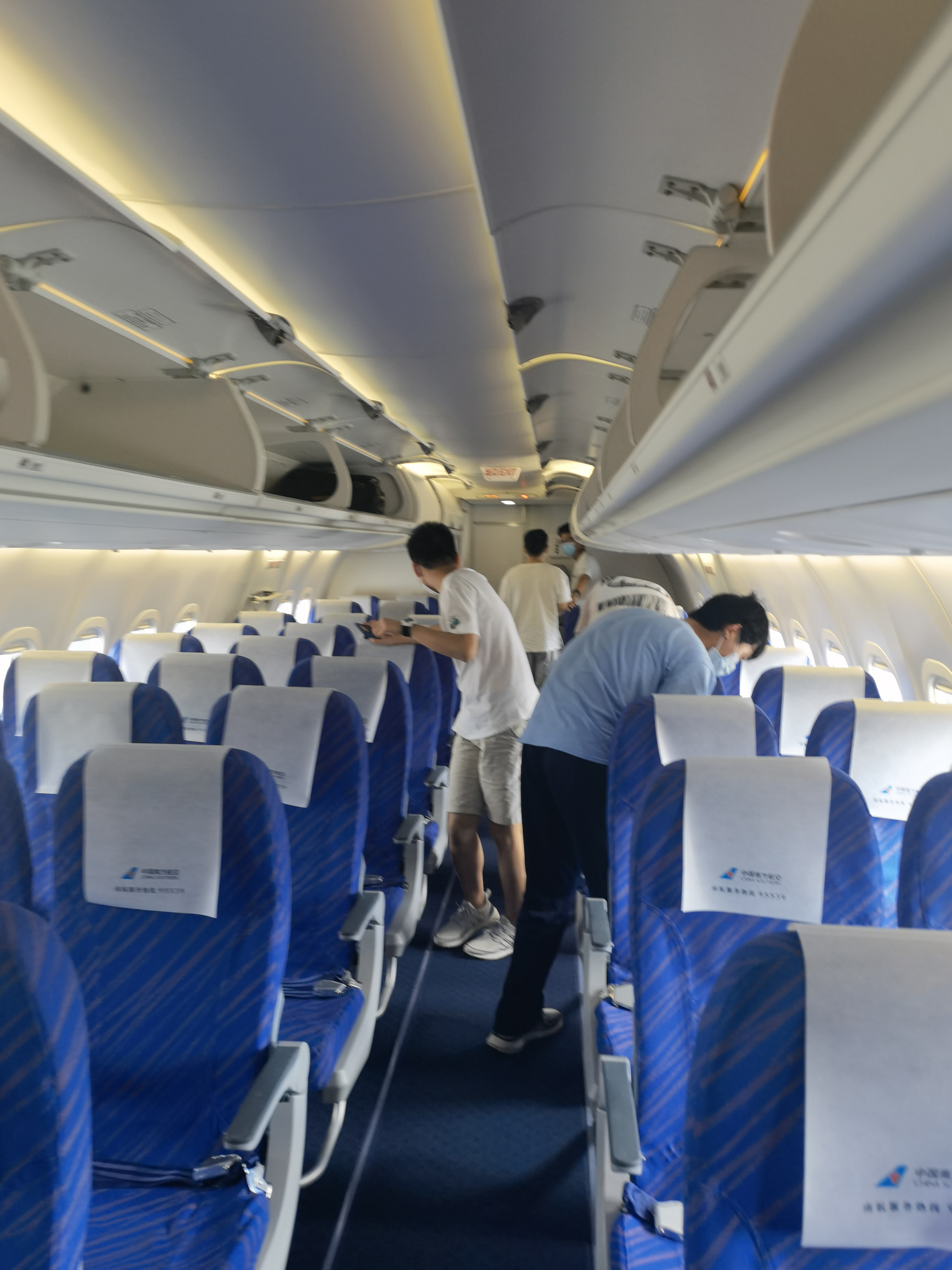
Интерьер пассажирского самолёта C909

- C909 (бывший ARJ21-700) — базовая, стандартная (STD) модель вмещающая от 78 до 90 пассажиров[24].
- C909 ER  — вариант соответствует увеличенной дальности до 3700 км[24].
- C909 CCF (бывший ARJ21F) — грузовой вариант[24]
- C909 CBJ (бывший ARJ21B) — бизнес-джет[24]

## Лётно-технические характеристики
| Техническое название                       | ARJ21-700                       | ARJ21-700 ER                    | ARJ21-700 ER                  | ARJ21-700 ER                  |
| Маркетинговое название                     | C909 STD                        | C909 ER                         | C909 CBJ                      | C909 CCF                      |
| ------------------------------------------ | ------------------------------- | ------------------------------- | ----------------------------- | ----------------------------- |
| Длина                                      | 33,5 м                          | 33,5 м                          | 33,5 м                        | 33,5 м                        |
| Высота                                     | 8,4 м                           | 8,4 м                           | 8,4 м                         | 8,4 м                         |
| Размах крыла                               | 27,3 м                          | 27,3 м                          | 27,3 м                        | 27,3 м                        |
| Площадь крыла                              | 79,86 м2                        | 79,86 м2                        | 79,86 м2                      | 79,86 м2                      |
| Диаметр фюзеляжа (Ширина салона)           | (3,1 м)                         | (3,1 м)                         | (3,1 м)                       | (3,1 м)                       |
| Максимальная взлётная масса                | 40 500 кг                       | 43 500 кг                       | 43 500 кг                     | 43 500 кг                     |
| Максимальная посадочная масса              |                                 |                                 |                               |                               |
| Максимальная коммерческая загрузка         | 8 900 кг                        | 8 900 кг                        | 8 900 кг                      | 8 900 кг                      |
| Масса пустого                              | 25 000 кг                       | 25 000 кг                       | 24 900 кг                     | 24 666 кг                     |
| Крейсерская скорость                       |                                 |                                 |                               |                               |
| Максимальная скорость                      | 870 км\ч                        | 870 км\ч                        | 870 км\ч                      | 870 км\ч                      |
| Высота полёта                              | 11 900 м                        | 11 900 м                        | 11 900 м                      | 11 900 м                      |
| Двигатели                                  | 2 × General Electric CF34-10A   | 2 × General Electric CF34-10A   | 2 × General Electric CF34-10A | 2 × General Electric CF34-10A |
| Максимальная тяга на взлётном режиме       | 2 × 75,87 кН                    | 2 × 75,87 кН                    | 2 × 75,87 кН                  | 2 × 75,87 кН                  |
| Дальность полёта в двухклассной компоновке | 2 200 км                        | 3 700 км                        |                               |                               |
| Экипаж                                     | 2                               | 2                               | 2                             | 2                             |
| Пассажировместимость                       | 78 или 90 (2 класса или эконом) | 78 или 90 (2 класса или эконом) | 20                            | —                             |
| Пассажировместимость                       | 60 (премиум эконом)             |                                 | 20                            | —                             |
| Высота салона                              | 2 м                             | 2 м                             | 2 м                           | 2 м                           |
| Ширина прохода                             | 0,48 м                          | 0,48 м                          | 0,48 м                        | 0,48 м                        |
| Ширина кресла эконом                       | 0,455 м                         | 0,455 м                         | 0,455 м                       | 0,455 м                       |
| Длина разбега                              | 1 700 м                         | 1 900 м                         | 1 900 м                       | 1 900 м                       |
| Длина пробега                              |                                 |                                 |                               |                               |
| Запас топлива                              | 10 386 кг                       | 10 386 кг                       | 10 386 кг                     | 10 386 кг                     |
| Вспомогательная силовая установка          |                                 |                                 |                               |                               |
| Первый полёт                               | 2008                            |                                 |                               |                               |

## Заказчики

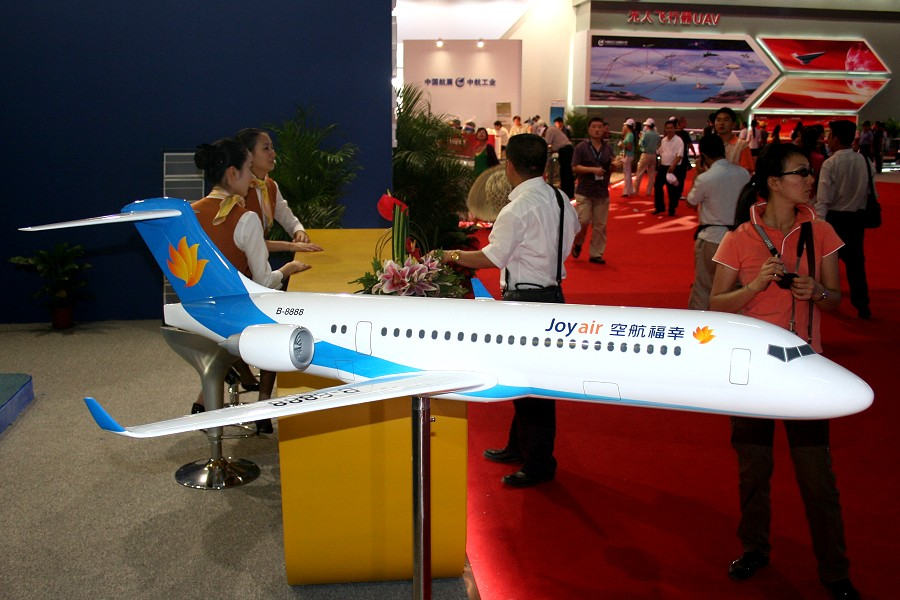
Модель COMAC C909 в ливрее китайской авиакомпании. 2008 год

На 2008 год, ещё до первого полёта самолёта, COMAC имела 228 твёрдых заказов, в основном от китайских авиакомпаний и от американской GECAS (дочерней компании GE).
В 2010 году государственная китайская авиакомпания Chengdu Airlines (главный акционер COMAC) заказала 30 самолётов. В 2011 году поступило 2 заказа из Бирмы.
К 2011 году два стартовых заказчика — Shandong Airlines (10 машин) и Henan Airlines (100 машин) отказались от своих заказов, сославшись на задержки. Авиакомпания Xiamen Airlines (6 машин) также покинула списки заказчиков. Тем временем авиакомпания Joy Air заказала 50 самолётов ARJ21.
В 2012 году индонезийская авиакомпания Merpati Nusantara Airlines выразила намерение приобрести 40 самолётов, однако в мае того же года объявила об «откладывании» этого вопроса.
К началу 2013 года COMAC имела заказы на 90-140 машин от китайских авиакомпаний, при этом заводом было заказано лишь 13 комплектов оборудования.
В ноябре 2015 года авиакомпания Chengdu Airlines получила первый самолет ARJ21-700 (ныне C909).

## Эксплуатация
Самолёты C909 используются многими китайскими авиакомпаниями, например среди них Chengdu Airlines, Air China, China Southern Airlines, China Eastern Airlines и другие. Зарубежными эксплуатантами являются TransNusa и Lao Airlines. Ожидаются поставки и другие авиакомпании мира.